# Кремњица
Кремњица или Кремница (слч. Kremnica, мађ. Körmöcbánya, лат. Cremnicium), је град у Банскобистричком крају у средишњој Словачкој, управно припада округу Жјар на Хрону.
Кремница лежи на надморској висини од 564 метра и покрива површину од 43,13 км², а налази се испод Кремнице планине и на Кремница потоку који је притока Хрона. Налази се око 20 км западно од Банске Бистрице, 45 км јужно од Мартина и око 175 км од Братиславе.

## Историја
Кремница је била међу главним рударским градовима у Европи у средњем веку са великим рудницима злата.
У 13. веку на ово подручје долазе Монголи који су опустошили град и раселили људе. Након тог катастрофалног догађаја, угарски краљеви позивају колонизаторе из Немачке да се населе на опустошена подручја. Први писани спомен града датира из 1328. када је добио привилегије слободног краљевског града
Кроз историју, рудници злата су имали велики утицај на развој града, па је и надимак града био „Златна Кремница“.
Крајем 14. века, Кремница је постала главни рударски град у Краљевини Мађарској. Годишња производња злата и сребра осигурала је развој града.
Рударство у Кремници кулминирало је у 14. и 15. веку. У 16. веку, град је био главни центар производње, већином верских, медаља. Али у исто време, рудари су морали да продру дубље у земљу и рударски услови су се погоршали због подземних вода. Трошак је порастао, па је рударство постало мање профитабилно. Последње злато је извађено у Кремници 1970. када су сви рудници затворени.

## Становништво
| Година:    | 1994. | 2004.    | 2014.   | 2024.    |
| ---------- | ----- | -------- | ------- | -------- |
| Број људи: | 6581  | 5649     | 5513    | 4664     |
| Разлика:   |       | -14,16 % | -2,40 % | -15,39 % |

| Година:    | 2023. | 2024.   |
| ---------- | ----- | ------- |
| Број људи: | 4755  | 4664    |
| Разлика:   |       | -1,91 % |

Према попису становништва из 2007. године град је бројао 5.558 становника.
Етнички састав:
- Словаци - 95,76%
- Немци - 1,19%
- Чеси - 0,88%
- Роми - 0,86%
- Мађари - 0,33%
- Украјинци - 0,03%
- остали.

Верски састав:
- римокатолици - 64,89%
- атеисти - 22,62%
- евангелисти - 5,84%
- гркокатолици - 0,46%
- остали.

## Градови пријатељи
Град Кремњица је побратимљен или има неки вид сарадње са:
- Фиденца, Италија
- Херболцхајм, Немачка
- Кутна Хора, Чешка
- Нови Јичин, Чешка
- Шурани, Словачка
- Варпалота, Мађарска